# 아루날여우박쥐
아루날여우박쥐(Pteropus aruensis)는 큰박쥐과에 속하는 박쥐의 일종이다. 인도네시아 아루 제도에서 발견되는 멸종위급종이다. 이전에는 검은수염날여우박쥐의 아종으로 간주했다. 거의 알려진 정보가 없으며, 19세기 이후 발견되지 않았다. 국제 자연 보전 연맹(IUCN)이 멸종위급종으로 분류하고 있으며, 멸종위기에 처한 야생동식물종의 국제거래에 관한 협약(CITES) 부속서 II에 등재되었다.